# Ayòbámi Adébáyò
Ayòbámi Adébáyò, född 29 januari 1988 i Lagos, är en nigeriansk författare och litteraturvetare.
Adébáyò är utbildad vid Obafemi Awolowo University i Ife och vid University of East Anglia. Hennes debutroman Stanna hos mig (2017) fick ett positivt mottagande av flera kritiker: den utsågs bland annat till årets bästa feministiska bok av The Huffington Post och till årets bok av San Francisco Chronicle, National Public Radio och The Economist. Den nominerades även till Women's Prize for Fiction 2017.